# Лабораторія космічних досліджень УжНУ
Лабораторія космічних досліджень Фізичного факультету Ужгородського національного університету (ЛКД УжНУ) — науково-дослідницька організація яка володіє двома пунктами спостереження (астрономічні обсерваторії) на території України: в місті Ужгород і його околиці. Була заснована в зв'язку з початком космічної ери (4 жовтня 1957 року). Є колективним членом Української астрономічної асоціації.

## Керівники лабораторії
- 1957—2001 рр — Братійчук Мотря Василівна (1927—2001) — засновник лабораторії, професор, член Міжнародного астрономічного союзу (МАС);
- з 2001 року — по цей день — Єпішев Віталій Петрович — член МАС, доцент.

## Історія лабораторії
Історія лабораторії починається з спостережень першого штучного супутника Землі, які були проведені 6 жовтня 1957 року. Спостереження проводились з нанесенням траси ШСЗ на карту зоряного неба. Засновником лабораторії стала Братійчук Мотря Василівна. Вона була керівником лабораторії протягом 44 років. Успіхи молодого колективу помітили в Москві. В 60-ті роки Ужгородську станцію спостережень декілька разів відвідали академіки М. Келдиш і Л. Арцимович. Після чого постановою ДКНТ при Раді Міністрів СРСР вона була розширена до ведучої лабораторії і ввійшла організаційно в склад Проблемної науково-дослідної лабораторії фізичної електроніки (ПНДЛ ФЕ) УжДУ. Основною тематикою лабораторії є розв'язок задач пов'язаних з спостереженнями спостереженнями ШСЗ. З 1969 року в Ужгородському університеті, на базі лабораторії, відкривають спеціалізацію і аспірантуру по астрофізиці, по навчанню кадрів для ЛКД і інших наукових та освітніх закладів України. В 1972 році співробітниками ЛКД було виготовлено, з допомогою одеських астрофізиків, спеціалізований супутниковий електрофотометр для наземної фотометрії штучних об'єктів. З допомогою ЦКБ «Астрофізика» (Москва) в 1982 році був задіяний другий двохканальний електрофотометр.Згодом на ньому почали проводити колориметричні і поляризаційні спостереження ШСЗ, що стало початком ще кількох наукових напрямків досліджень в ЛКД — застосування розв'язку обернених задач для ідентифікації космічних об'єктів, вивчення впливу на ШСЗ збурень з боку навколишнього космічного середовища. Наприкінці 70-х років XX століття колектив ЛКД УжДУ зайняв ведучі позиції в області розпізнавання невідомих космічних об'єктів[джерело?]. Встановлення потужної фотокамери СБГ і своєчасні розробки спеціальних методик, дозволили колективу ЛКД понад 15 років, практично до 2002 року, залишатись на передових позиціях в мережі спостережень геостаціонарних супутників (ГСС), яка існувала на території СРСР і СНД. Створення апаратурного комплексу дозволило колективу лабораторії проводити дослідження ще в одному напрямку — фотографічні і фотометричні спостереження малих тіл Сонячної системи і явищ покриття зір Місяцем, планетами й астероїдами. У найкращі роки в ЛКД працювало до 38 співробітників[джерело?].
У лабораторії виконані багаторічні дослідження впливу земної атмосфери на проходження світлового променя й світіння нічного неба над двома пунктами спостережень.
Проблеми, які постали перед українською наукою після розпаду СРСР, не обійшли і колектив ЛКД. Різке зменшення фінансування на наукові дослідження і зміна їх пріоритетів, в тому числі і в області наукових досліджень навколоземного космічного простору, привели до скорочення штату ЛКД більш ніж наполовину. Практично припинився приток молодих кадрів. Нема ніякого прогресу в закупівлі нового обладнання. Майже повністю вичерпані накопичені раніше астрофотоматеріали, необхідні для спостережень штучних і природних небесних об'єктів на наявному в ЛКД обладнанні.
З кінця 90-х років з території ЛКД почалися GPS-спостереження в рамках Української Державної служби єдиного часу.
З кінця 2006 року проект ISON (ПулКОН) налагоджує активну взаємодію з лабораторією космічних досліджень УжНУ. 
Наприкінці 2010 року відбулося встановлення та введення в експлуатацію нового обладнання, в рамках співпраці з проектом ISON.

## Інструменти пунктів спостережень лабораторії
- Перший пункт спостереження (код MPC «061»):

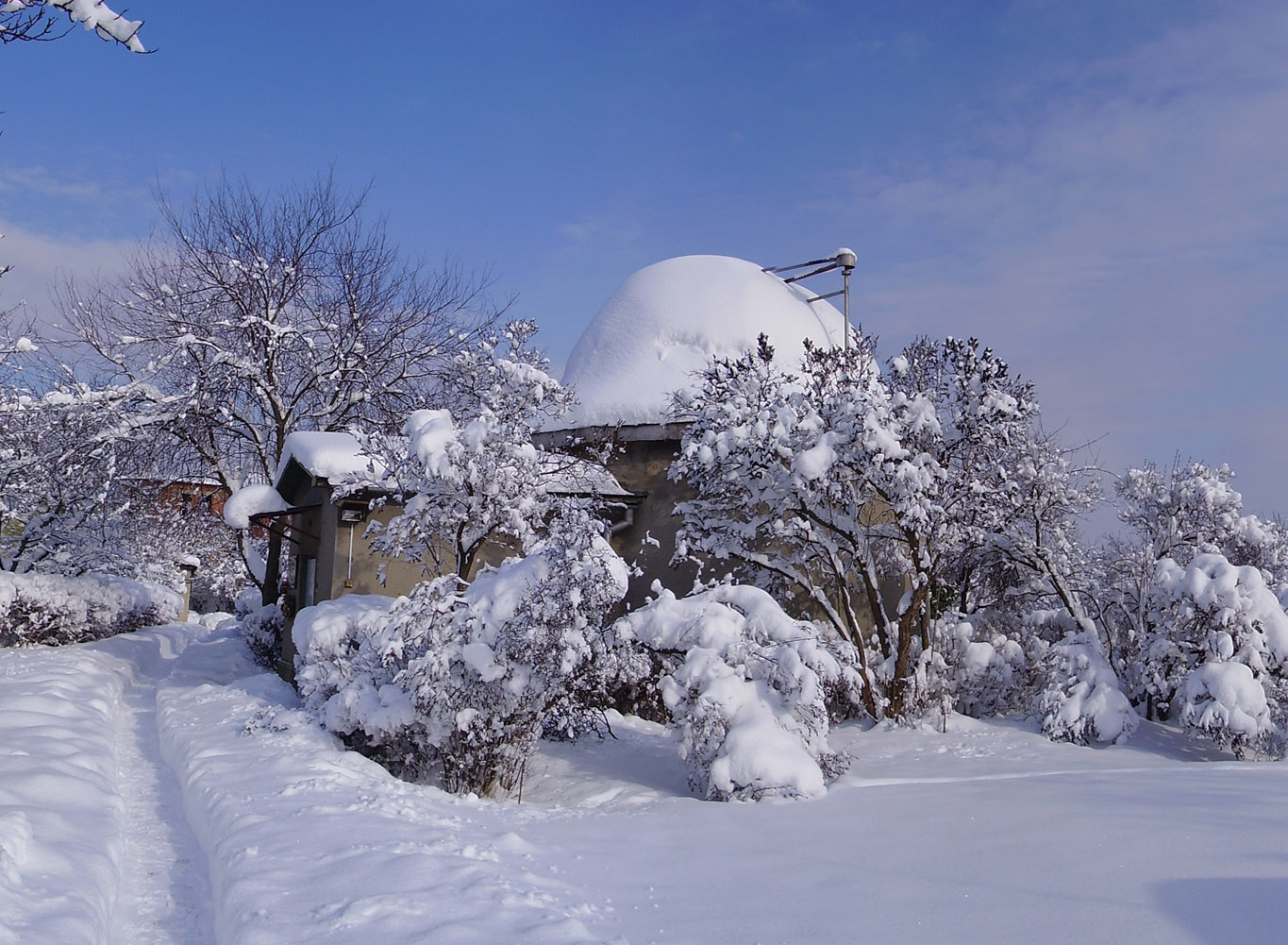
Купол телескопа-рефрактора АВР-2

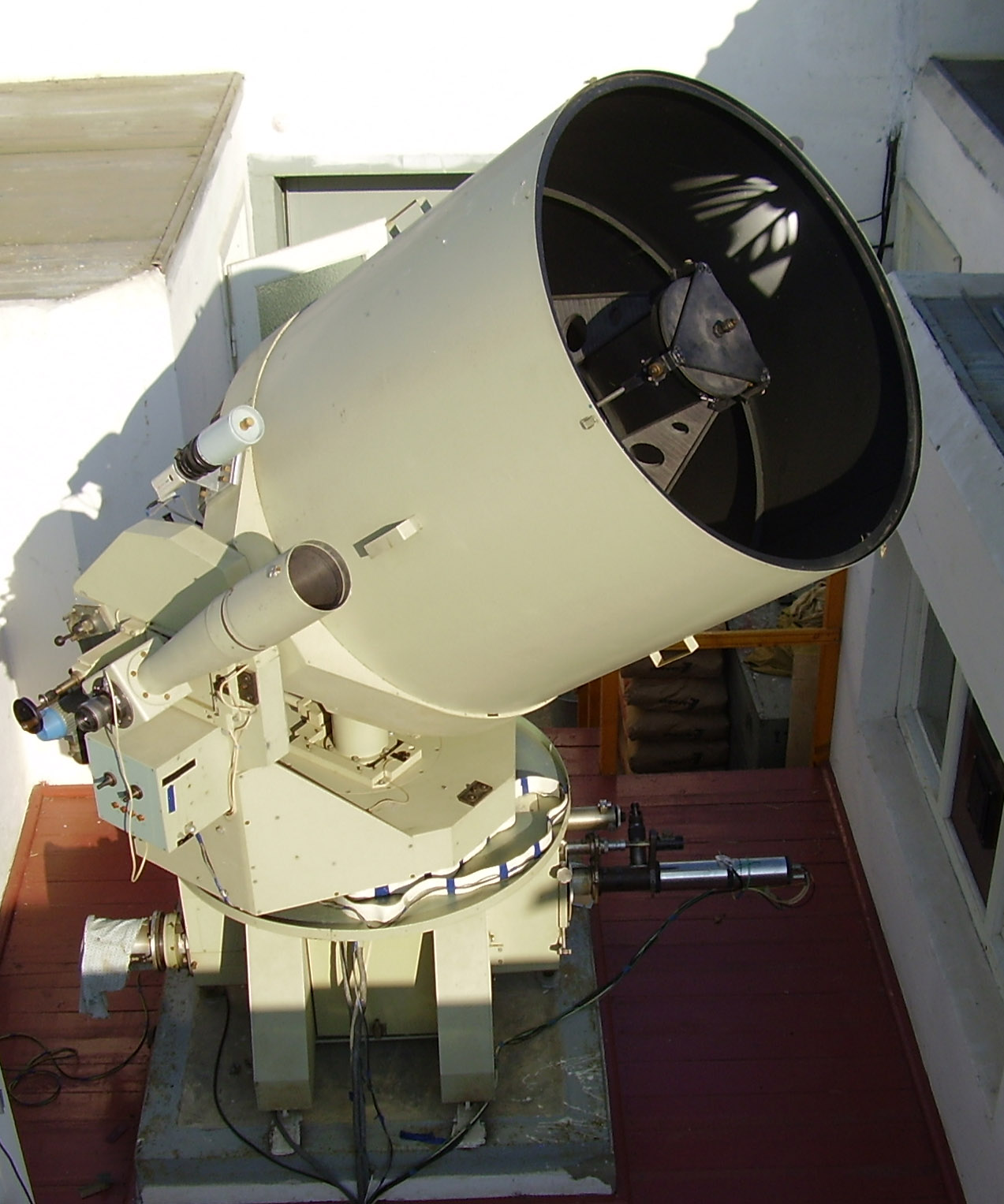
Телескоп ТПЛ-1М

- Супутникова фотографічна камера СБГ (SBG) системи Шмідта (D = 425/530 мм, f = 760 мм, встановлена в 1973 році, Carl Zeiss AG, Німецька Демократична Республіка)
- Автоматизована супутникова фотокамера АФУ-75 (D= 210 мм, f = 736 мм, встановлена в 1965-ому році) — для позиційних спостережень низькоорбітальних ШСЗ
- Двохканальний електрофотометр на базі телеоб'єктива МТО-1000 (D=100 мм F=1000 мм) системи Максутова, для спостереження низькоорбітальних супутників, працюючий в аналоговому режимі. Прилад введений в дію на власному монтуванні в 1971 році. В 1974 році перевстановлений на монтування камери АФУ-75.
- 1982 року введено в дію новий швидкісний двохканальний електрофотометр-колориметр з цифровою реєстрацією сигналу.
- телескоп-рефрактор АВР-2 (D=20см, F=280см) (встановлений в 1963-му році)
- лазерний дальномір ЛД-2 (встановлений на початку 1980-х років)

- Другий пункт спостереження (с. Деренівка 15 км на пд. сх. від Ужгорода):
  - Телескоп ТПЛ-1М лазерного дальноміра (D = 1 м, f = 11.6 м)[1] встановлено в 2000 році, на базі якого з 2004 року діє одноканальний цифровий електрофотометр.
  - На телескопі ТПЛ-1М встановлено ТВ-ПЗЗ матрицю яка використовується для спостереження низькоорбітальних супутників в рамках співпраці в мережі УМОС.
  - Наприкінці липня 2010 року встановлено телескоп Takahashi BRC-250M: системи Бейкер-Річі-Кретьєн, D=250 мм, F=1268 мм (за програмою «ПулКОН») з ПЗЗ-камерою Alta-U9 з чипом KAF-6303E, 3072х2048 пікселів по 9 микрон. Телескоп встановлено на монтування WS-180[2]
  - У червні 2014 року за сприяння проекту ISON встановлено телескоп ЧВ-400 з ПЗЗ-камерою Fli ProLine PL9000 (3056x3056 пікселів, 12 піксель). Телескоп встановлено на монтуванні WS-240

## Напрямок досліджень
- Позиційні спостереження низькоорбітальних і геостаціонарних ШСЗ
- Супутникові системи навігації, космічна геодезія, геодинаміка
- Лазерна локація ШСЗ
- Вивчення астроклімату
- Дослідження впливу атмосфери Землі на результати оптичних, фотографічних, лазерних і радіодалекомірних спостережень ШСЗ.
- Комети (з 1968 по 1991 роки активно спостерігались)
- Астероїди (з 1975 по 1978 роки)
- Покриття зірок Місяцем, планетами і астероїдами
- GPS-спостереження (початі з 90-х років XX століття)
- Розв'язок зворотної задачі: визначення параметрів навколоземного простору на основі спостережень збурень ШСЗ (в тому числі і в результаті діяльності Сонячної активності)
- Розпізнавання й ототожнення штучних космічних об'єктів на базі фотометричних, колориметричних і поляризаційних спостережень

### Малі тіла Сонячної системи
Перші спостереження природних малих тіл Сонячної системи, які зафіксовані в Центрі малих планет, датуються 28 березня 1968 року — саме цю дату можна вважати початком астрометричних спостережень комет. За три роки спостережень астероїдів (1975—1978 рр) було відправлено всього 35 астрометричних вимірів малих планет. Надалі подібні спостереження астероїдів не проводились. В наступні роки основна увага обсерваторії була спрямована на комети. Починаючи з осені 1985 року обсерваторія приєдналась до радянської програми по вивченню комети Галлея (СоПроГ). По даній програмі за 9 місяців активних астрометричних спостережень було опубліковано близько 100 вимірів. В 1990 році було опубліковано 63 астрометричних виміри комет, опинившись таким чином десятою по активності обсерваторією у світі! Але це був останній рік спостережень природних тіл Сонячної системи. У зв'язку з розпадом СРСР в лабораторію перестали надходити фотопластинки, а без них було призупинено всі спостереження. Основну частину спостережень комет проводили на астрономо-геодезичній камері СБГ (D=425 мм). Всього за 20 років спостережень було опубліковано більше 200 астрометричних вимірів комет.

### ШСЗ
Додавши до астрометричних спостережень фотометричні і колориметричні спостереження, колектив ЛКД УжНУ зайняв провідні позиції в області ідентифікації невідомих об'єктів. В 90-ті роки в лабораторії закладені два пункти GPS-спостережень ШСЗ — с. Деренівка (UZHD) і дах корпуса ЛКД (UZHL). Станція UZHL регулярно спостерігає ШСЗ системи «НАВСТАР» в рамках Української Державної служби єдиного часу і з метою вирішення геодинамічних і прикладних задач. Вона є кандидатом в Українську Державну мережу моніторингу глобальних навігаційних супутникових систем GPS / ГЛОНАСС /EGNOS / Galileo для інформаційного забезпечення управління рухомими об'єктами.
- Участь у Світовій програмі супутникової триангуляції
- В спостереженнях ГСО в західній зоні співпрацювала з НМОЗ (наземна мережа оптичних засобів) до середини 90-х років XX ст.

## Основні досягнення[6]
- Зафіксували першу точку 1-го ШСЗ, та проклали його трасу на карті зоряного неба
- Фотографічні спостереження спеціальних ШСЗ в міжнародних проектах «Стандартная Земля 1, 2, 3» дозволили визначити положення 1-го пункта спостережень з найвищою на той час точністю ± 6 м (в 1960-х роках).
- На основі комплексних оптичних спостережень штучних супутників Землі і аналізу результатів цих спостережень, особливо аналізу кривих блиску ШСЗ, вдалося вирішити задачі розпізнавання об'єктів. Основна увага приділяється позиційним спостереженням геостаціонарних і низькоорбітальних об'єктів, та електрофотометрії низькоорбітальних супутників.
- Перше в СРСР підключення лазерних спостережень для вирішення геодезичних, геодинамічних і прикладних задач було почато в 1972 році в межах радянсько-французького експерименту. В результаті точність визначення координат 1-го пункту зросла до ±30 см.
- Наземні поляризаційні спостереження ШСЗ, проведені в Ужгороді в 1978 році, були першими в СРСР.
- 1990 року 1-й пункт спостережень опублікував 63 астрометричних виміри комет, опинившись десятим по активності у світі![5]
- За 15 років (1987—2002 рр) роботи було визначено близько 15000 положень геостаціонарних об'єктів
- За 25 років в каталог ЛКД включено 2416 кривих блиску 163 ШСЗ
- Для більш ніж 50-ти об'єктів встановлені динамічні і поверхневі характеристики
- Близько 30 раніше невідомих ШСЗ, повністю ідентифіковані
- На початку створення Глобальної системи визначення розташування (GPS) в ЛКД, за участю московських спеціалістів, в 1984 році проведені одні з перших доплерівських спостережень навігаційних ШСЗ. З часом точність положення двох пунктів GPS-спостережень були визначені з точність 3-5 мм
- За неповні 40 років роботи лабораторії спеціалізацію по астрофізиці закінчили близько 400 випускників фізичного факультету УжНУ
- В серпні-вересні 2010 року на основі фотометричних спостережень з різних українських пунктів в ЛКД проведений всебічний аналіз поведінки на орбіті ШСЗ "EgyptSat" в позаштатній ситуації. Як зазначило керівництво "КБ "Південне" допомога з боку ЛКД "мала велике значення в умовах відсутності інших джерел інформації"
- В листопаді 2011 року на низькій перехідній орбіті вийшов з ладу російський КА "Фобос-ґрунт". Як зазначило керівництво ОКБ ім.Лавочкіна кваліфікована технічна допомога з боку ЛКД УжНУ допомогла провести аналіз поведінки КА на орбіті і визначитися з причиною його дестабілізації

## Відомі випускники та співробітники
Випускники Фізичного факультету Ужгородського національного університету за спеціальністю «Астрофізика»:
- Балега Юрій Юрійович — директор Спеціальної астрофізичної обсерваторії Російської академії наук, член-кореспондент РАН.
- Р. У. Костик — завідувач відділу «фізики Сонця» ГАО НАНУ, член-кореспондент НАНУ
- Й. І. Романюк — завідувач групи досліджень зоряного магнетизму САО РАН

## Адреси
- 1-й пункт спостережень (код Центру малих планет «061» і GPS-код «UZHL»): Україна, 88000 Ужгород, вул. Далека, 2а
- 2-й пункт спостережень розташований за 15 км на пд. схід від міста, в с. Деренівка (GPS-код «UZHD»)

## Цікаві факти
- В 1957 році на території Радянського Союзу було відкрито декілька десятків станцій оптичних спостережень за ШСЗ. Але тільки три із них (Ризька, Звенигородська[ru] й Ужгородська) виросли в потужні науково-дослідницькі підрозділи астрономічного напрямку з тематикою, якою до них не займався жоден астрономічний колектив світу.
- На честь М. В. Братійчук названо астероїд 3372 Братійчук